# Seven de Mar del Plata 2002
El Seven de Mar del Plata de 2002 fue la quinta edición del torneo argentino de rugby 7, fue el tercer torneo de la temporada 2001-02 de la Serie Mundial Masculina de Rugby 7.
Se disputó en la instalaciones del Estadio José María Minella.

## Fase de grupos

### Grupo A
| Equipo              | Encuentros | Encuentros | Encuentros | Encuentros | Tantos  | Tantos    | Tantos     | Puntos |
| Equipo              | jugados    | ganados    | empatados  | perdidos   | a favor | en contra | diferencia | Puntos |
| ------------------- | ---------- | ---------- | ---------- | ---------- | ------- | --------- | ---------- | ------ |
| Nueva Zelanda       | 3          | 3          | 0          | 0          | 90      | 10        | +80        | 9      |
| Argentina           | 3          | 2          | 0          | 1          | 84      | 12        | +72        | 7      |
| Francia             | 3          | 1          | 0          | 2          | 35      | 60        | −25        | 5      |
| Indias Occidentales | 3          | 0          | 0          | 3          | 12      | 139       | −127       | 3      |

Nota: Se otorgan 3 puntos al equipo que gane un partido, 2 al que empate y 1 al que pierda

### Grupo B
| Equipo     | Encuentros | Encuentros | Encuentros | Encuentros | Tantos  | Tantos    | Tantos     | Puntos |
| Equipo     | jugados    | ganados    | empatados  | perdidos   | a favor | en contra | diferencia | Puntos |
| ---------- | ---------- | ---------- | ---------- | ---------- | ------- | --------- | ---------- | ------ |
| Australia  | 3          | 3          | 0          | 0          | 98      | 21        | +77        | 9      |
| Inglaterra | 3          | 2          | 0          | 1          | 97      | 12        | +85        | 7      |
| Paraguay   | 3          | 1          | 0          | 2          | 26      | 102       | −76        | 5      |
| Chile      | 3          | 0          | 0          | 3          | 10      | 96        | −86        | 3      |

### Grupo C
| Equipo    | Encuentros | Encuentros | Encuentros | Encuentros | Tantos  | Tantos    | Tantos     | Puntos |
| Equipo    | jugados    | ganados    | empatados  | perdidos   | a favor | en contra | diferencia | Puntos |
| --------- | ---------- | ---------- | ---------- | ---------- | ------- | --------- | ---------- | ------ |
| Sudáfrica | 3          | 3          | 0          | 0          | 93      | 7         | +86        | 9      |
| Fiyi      | 3          | 2          | 0          | 1          | 57      | 20        | +37        | 7      |
| Canadá    | 3          | 1          | 0          | 2          | 35      | 69        | −34        | 5      |
| Brasil    | 3          | 0          | 0          | 3          | 17      | 106       | −89        | 3      |

### Grupo D
| Equipo         | Encuentros | Encuentros | Encuentros | Encuentros | Tantos  | Tantos    | Tantos     | Puntos |
| Equipo         | jugados    | ganados    | empatados  | perdidos   | a favor | en contra | diferencia | Puntos |
| -------------- | ---------- | ---------- | ---------- | ---------- | ------- | --------- | ---------- | ------ |
| Samoa          | 3          | 3          | 0          | 0          | 102     | 10        | +92        | 9      |
| Gales          | 3          | 2          | 0          | 1          | 64      | 36        | +28        | 7      |
| Estados Unidos | 3          | 1          | 0          | 2          | 52      | 57        | −5         | 5      |
| Uruguay        | 3          | 0          | 0          | 3          | 0       | 115       | −115       | 3      |

## Fase Final

### Cuartos de final
| 12 de enero | Fiyi | 26 - 0 | Samoa |  |  |

| 12 de enero | Nueva Zelanda | 26 - 5 | Inglaterra |  |  |

| 12 de enero | Sudáfrica | 56 - 0 | Gales |  |  |

| 12 de enero | Argentina | 5 - 3 | Australia |  |  |

### Semifinal
| 12 de enero | Fiyi | 5 - 0 | Nueva Zelanda |  |  |

| 12 de enero | Sudáfrica | 17 - 7 | Argentina |  |  |

### Final
| 12 de enero | Fiyi | 24 - 7 | Sudáfrica |  |  |

| Bandera de Fiyi        |
| Campeón Fiyi           |
| 1º título del circuito |